# Muszaiosz (eposzköltő)
Muszaiosz (Kr. e. 3. század?) görög eposzköltő
Epheszoszból származott, az alexandriai korszakban alkotott. A Szuda-lexikon szerint egy 9 könyvből álló „Perszeisz"-bek és Eumenészre és Attaloszra írott eposzoknak volt a szerzője. A művek nem maradtak fenn.